# Сан-Паулу-ду-Потенжи
Сан-Паулу-ду-Потенжи (порт. São Paulo do Potengi)  —  муниципалитет в Бразилии, входит в штат Риу-Гранди-ду-Норти. Составная часть мезорегиона Сельскохозяйственный район штата Риу-Гранди-ду-Норти. Входит в экономико-статистический  микрорегион Агрести-Потигуар. Население составляет 15 368 человек на 2006 год. Занимает площадь 240,435 км². Плотность населения — 63,9 чел./км².

## История
Город основан в 1943 году.

## Статистика
- Валовой внутренний продукт на 2003 год составляет 32 775 160,00 реалов (данные: Бразильский институт географии и статистики).
- Валовой внутренний продукт на душу населения на 2003 год составляет 2235,84 реалов (данные: Бразильский институт географии и статистики).
- Индекс развития человеческого потенциала на 2000 год составляет 0,642 (данные: Программа развития ООН).

## География
Климат местности: полупустыня.